# Homayoun Toufighi
Homayoun Toufighi (en persan : همایون توفیقی ; né le 21 mars 1990 à Racht, en Iran) est un joueur d'échecs iranien. Il vit à Racht.

## Palmarès
Homayoun Toufighi obtient une deuxième place lors des jeux asiatiques en salle qui ont eu lieu à Macao en 2007.

## Titres internationaux
Homayoun Toufighi devient maître FIDE en 2006. Il tente de passer ses normes de maître international et y parvient en 2009. L'année suivante, en 2010, il est reconnu grand maître international par la FIDE.